# Zofia Kulik

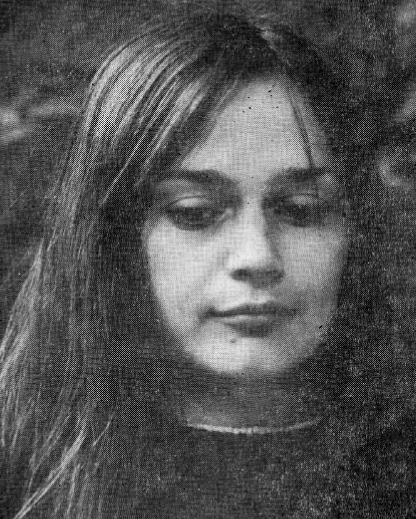
Zofia Kulik (1971)

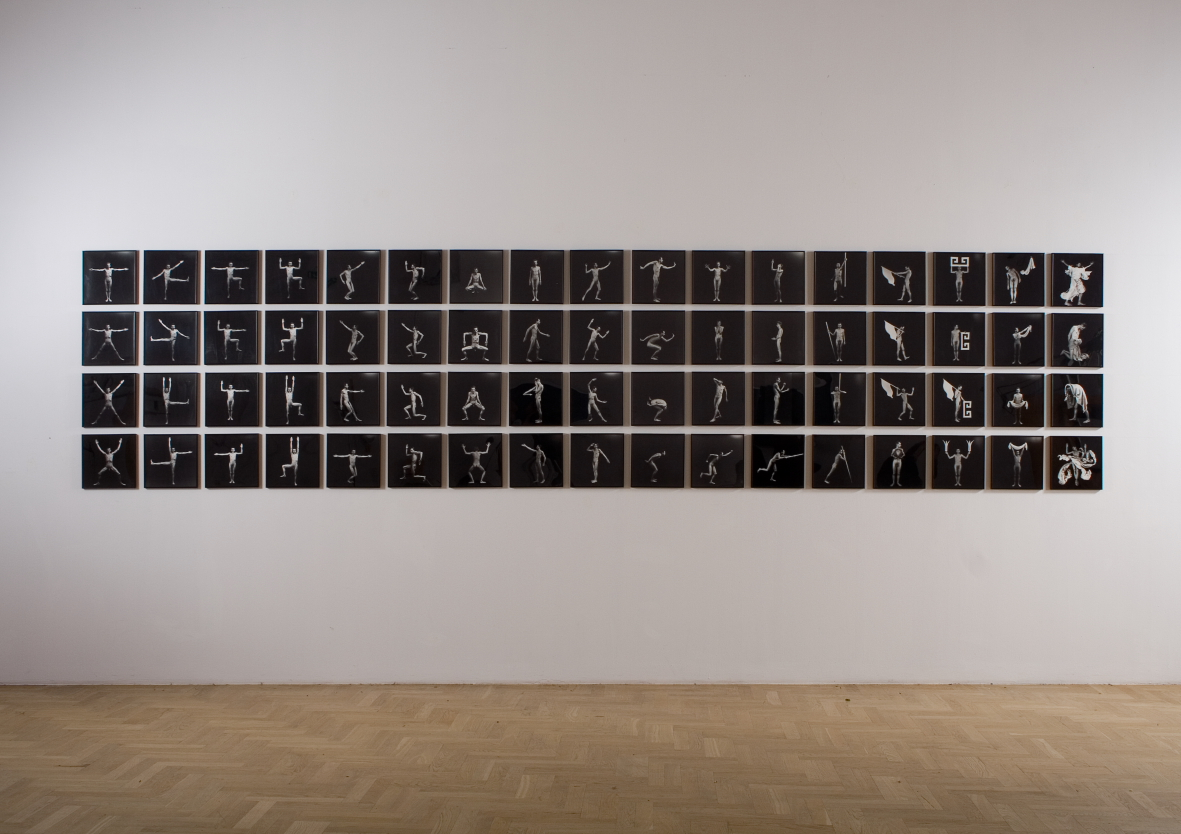
Zofia Kulik: Z cyklu archiwum gestów (1987–1991), eine Komposition aus 68 Schwarz-Weiß-Fotografien mit Modell Zbigniew Libera, Galeria Zachęta

Zofia Kulik (* 14. September 1947 in Wrocław (Breslau)) ist eine polnische Künstlerin, die sich in ihrem Werk vorwiegend der Mittel der Fotografie und Montage bedient.

## Leben
Zofia Kulik studierte von 1965 bis 1971 Bildhauerei an der Akademie der Schönen Künste (Akademia Sztuk Pięknych) in Warschau. Zwischen 1970 und 1988 bildete sie zusammen mit Przemyslaw Kwiek das Künstlerduo KwieKulik. Unter diesem Namen stellte das Duo die Werke auch gemeinsam aus. Seit 1987 arbeitet Kulik auch allein und stellt in Einzelausstellungen unter ihrem eigenen Namen aus.
Die meisten ihrer Arbeiten entstehen aus der Montage von seriellen Schwarz-Weiß-Fotografien, die durch Mehrfachbelichtungen entstanden sind. Durch die Verwendung von Symmetrieachsen und starken Kontrasten entsteht ein auf den ersten Blick dekorativer Eindruck, der jedoch durch die Motivwahl (Gewalt, Krieg, Religion) wieder brüchig wird. Neben der Anordnung in Serien zeigt sie ihre Arbeiten auch einzeln, in Displaykästen, oder zusammen mit Vorhängen und anderen Objekten. Neben ihren bekannten Werken in Schwarz-Weiß arbeitet Kulik auch mit den Mitteln der Farbfotografie (Cibachrome Prints).
Kulik lebt und arbeitet in Łomianki-Dąbrowa in der Nähe von Warschau.

## Ausstellungen

### Einzelausstellungen (Auswahl)
Zusammen mit Przemyslaw Kwiek (Unter dem Namen KwieKulik):
- 1971: Galeria El, Elbląg
- 1975: Kunsthalle Malmö
- 1987: Franklin Furnace, New York

Einzelausstellungen unter ihrem Namen:
- 1990: Idioms of The Soc-ages. Postmasters Gallery, New York
- 1997: Symbolic Weapon IV. Polnischer Pavillon, 47. Biennale in Venedig
- 1998: The Human Motif IV. Nationalgalerie, Prag[1]
- 2005: From Siberia to Cyberia – und andere Werke. Museum Bochum und Kunsthalle Rostock[2]
- 2006: Form is a Fact of Society, BWA Wrocław, PL

### Teilnahme an Gruppenausstellungen (Auswahl)
- 1979: Works and Words, De Appel, Amsterdam[3]
- 1991: Voices of Freedom: Polish Women Artists and the Avant-Garde. National Museum of Women in the Arts, Washington D.C.[4]
- 1991: Wanderlieder. Stedelijk Museum, Amsterdam[5]
- 1993: Krieg. Erste Österreichische Triennale zur Fotografie. Neue Galerie am Landesmuseum Joanneum, Forum Stadtpark, Graz[6]
- 1995: Obsessions: From Wundercamer to Cyberspace. Foto Biennale Enschede, Rijksmuseum Twenthe, Enschede
- 1996: New Histories. The Institute of Contemporary Art, Boston[7]
- 1999: After The Wall – Art and Culture in Post-Communist Europe. Moderna Museet, Stockholm[8]
- 2004: Warszawa – Moskwa. Nationale Kunstgalerie Zachęta, Warschau und Tretjakow-Galerie, Moskau[9]
- 2006: Tiefes Licht. Schwarz in der Zeitgenössischen Fotografie. Kunsthalle Wilhelmshaven[10]
- 2007: documenta 12, Kassel. Gezeigt wurde The Splendor of Myself II.